# Lijst van bergen in Rusland
Dit is een lijst van bergen in Rusland. Rusland telt vele gebergten. In Europees Rusland zijn de Grote Kaukasus (grens tussen Europa en Azië in het zuidoosten) en het Oeralgebergte (grens tussen Europa en Azië in het oosten) de belangrijkste bergketens rond het enorme Russisch Laagland. De eerste keten bevat de hoogste berg van Rusland, de Elbroes met 5642 meter, de laatste keten is veel minder hoog met maximaal 1894 meter (Narodnaja).
In Siberië bevinden zich veel meer bergketens, maar deze zijn minder hoog dan de Kaukasus. West-Siberië wordt direct achter de Oeral gedomineerd door het zeer grote West-Siberisch Laagland (ongeveer 2,5 miljoen km²). Ten noordoosten ervan bevindt zich het Poetoranagebergte dat tot 1701 meter hoog is (Kamen). In Zuid-Siberië ligt de Altaj met de berg Beloecha, die met 4505 meter het op een na hoogste punt van Siberië is na de vulkaan Kljoetsjevskaja Sopka (4750 meter) op Kamtsjatka. De hoogste vulkaan van de Koerilen is Alaid met 2339 meter.
Andere grote bergsystemen in het zuiden zijn de Oostelijke Sajan en de Westelijke Sajan, die gezamenlijk de Sajan vormen. Het hoogste punt van de Oostelijke Sajan is de Moenkoe-Sardyk met 3491 meter en het hoogste punt van de Westelijke Sajan de Mongoen-Tajga met 3976 meter. Andere gebergten (meer dan 1800 meter) in Siberië en het Russische Verre Oosten zijn het Centraal Gebergte (tot 3621 meter hoog) Stanovojplateau (3072 meter) Tannoe-Olagebergte (2930 meter), Bargoezingebergte (2840 meter), Tsjerskigebergte (2586 meter), Baikalgebergte (2572 meter), Korjakengebergte (2562 meter), Momagebergte (2533 meter), Jablonovygebergte (2499 meter), Oostelijk Gebergte (2485 meter), Stanovojgebergte (2482 meter), Verchojanskgebergte (2389 meter), Aldangebergte (2306 meter), Kolymagebergte (2293 meter), Koeznetskse Alataoe (2078 meter), Abakangebergte (1984 meter), Hoogland van Patom (1924 meter), Dzjoegdzjoergebergte (1906 meter), Anadyrgebergte en Anjoejgebergte (1853 meter).

## Bergen hoger dan 4500 meter
| Piek                  | Russisch         | Gebergte       | Hoogte (in meters) |
| --------------------- | ---------------- | -------------- | ------------------ |
| Elbroes               | Эльбрус          | Grote Kaukasus | 5642               |
| Dychtaoe              | Дыхтау           | Grote Kaukasus | 5203               |
| Kosjtan-Taoe          | Коштан-тау       | Grote Kaukasus | 5150               |
| Poesjkinpiek          | Пик Пушкина      | Grote Kaukasus | 5108               |
| Sjchara               | Шхара            | Grote Kaukasus | 5201               |
| Dzjanga               | Джанги-тау       | Grote Kaukasus | 5051               |
| Kazbek                | Казбек           | Grote Kaukasus | 5033               |
| Misjrigi              | Мижирги          | Grote Kaukasus | 5018               |
| Katyn-Taoe            | Катын-тау        | Grote Kaukasus | 4970               |
| Sjota Roestaveli      | Шота Руставели   | Grote Kaukasus | 4960               |
| Gistola               | Гестола          | Grote Kaukasus | 4860               |
| Dzjimara              | Джимара          | Grote Kaukasus | 4780               |
| Kljoetsjevskaja Sopka | Ключевская сопка |                | 4750               |
| Kroemkol              | Крумкол          | Grote Kaukasus | 4680               |
| Oelloe-Aoez-Basji     | Уллу-ауз-баши    | Grote Kaukasus | 4679               |
| Oeilpata              | Уилпата          | Grote Kaukasus | 4638               |
| Kjoekjoertljoe        | Кюкюртлю         | Grote Kaukasus | 4623               |
| Tichtengen            | Тихтенген        | Grote Kaukasus | 4610               |
| Dzjajlyk              | Джайлык          | Grote Kaukasus | 4533               |
| Tjoetjoe-Basji        | Тютю-Баши        | Grote Kaukasus | 4530               |
| Ailama                | Айлама           | Grote Kaukasus | 4525               |
| Spartak               | Спартак          | Grote Kaukasus | 4517               |
| Beloecha              | Белуха           | Altaj          | 4505               |